# П'яна історія
«П'яна історія» (англ. Drunk History) — американський освітньо-комедійний телесеріал 2013—2019 років каналу Comedy Central, заснований на вебсеріалі «Funny or Die», створеному тими ж авторами — Дереком Вотерсом та Джеремі Коннером у 2007 році. Обидва автори, разом із Віллом Ферреллом та Адамом Маккеєм, також є виконавчими продюсерами проєкту.
У кожному із 20-хвилинних епізодів відомі актори в образі знаменитих історичних діячів, учених тощо розповідають про життя Сполучених Штатів минулих століть. Родзинкою є те, що історичні факти розкриваються оповідачами, які перебувають в алкогольному сп'янінні різного ступеня. Таким чином, створюється враження, що перед глядачами не телеведучий, а звичайний співрозмовник-застільник.
Прем'єра серіалу відбулася 9 липня 2013 року в мережі Comedy Central, після шести епізодів 6 серпня 2019 року вийшов фінальний епізод. Телепроєкт викликав неоднозначне сприйняття глядачами і критиками. Декому припав до душі нестандартний формат, дехто назвав це знущанням з американської історії та її героїв, хтось — хуліганством.

## Список епізодів
| Сезони             | Епізоди | Прем'єрний показ | Прем'єрний показ  |
| Сезони             | Епізоди | початок          | закінчення        |
| ------------------ | ------- | ---------------- | ----------------- |
| вебсеріал          | 7       | 22 січня 2008    | 19 грудня 2010    |
| 1                  | 8       | 9 липня 2013     | 27 серпня 2013    |
| 2                  | 10      | 1 липня 2014     | 2 вересня 2014    |
| 3                  | 13      | 1 вересня 2015   | 24 листопада 2015 |
| 4                  | 10      | 27 вересня 2016  | 6 грудня 2016     |
| 5                  | 13      | 23 січня 2018    | 24 липня 2018     |
| 6                  | 16      | 15 січня 2019    | 6 серпня 2019     |
| спеціальні випуски | 2       | 8 листопада 2016 | 28 листопада 2017 |

## Основні історичні персони телесеріалу
| Епізоди             | Виконавець ролі | Історична постать  | Роки життя     | Роль в історії                                                                                                  |
| ------------------- | --------------- | ------------------ | -------------- | --- |
| 1.1                 | Адам Скотт      | Джон Бут           | 1838-1865      | американський актор, убивця президента Лінкольна                                                                |
| 1.1 Washington D.C. | Стівен Мерчант  | Авраам Лінкольн    | 1809-1865      | 16-й президент США (1861—1865)                                                                                  |
| 1.1                 | Джонатан Еймс   | Джуніус Брутус Бут | 1796-1852      | англійський актор, батько Едвіна і Джона Бутів                                                                  |
| 1.1                 | Вілл Форте      | Едвін Бут          | 1833-1893      | американський актор, засновник театру в Нью-Йорку, старший брат Джона Бута                                      |
| 1.1                 | Боб Оденкерк    | Річард Ніксон      | 1913-1994      | 37-й президент США (1969—1974)                                                                                  |
| 1.1                 | Джек Макбраєр   | Боб Голдеман       | 1926-1993      | колишній голова адміністрації Білого дому                                                                       |
| 1.1                 | Нейтан Філдер   | Боб Вудворд        | Народився 1943 | американський журналіст-розслідувач, редактор газети «Вошингтон пост»                                           |
| 1.1                 | Фред Віллард    | Глибока горлянка   | 1913-2008      | спецагент ФБР Марк Фелт, інформатор Боба Вудворда щодо подій, які вилилися у Вотергейтський скандал (1972—1974) |
| 1.1                 | Джек Блек       | Елвіс Преслі       | 1935-1977      | славнозвісний американський співак і актор                                                                      |